# Friedhof Witikon

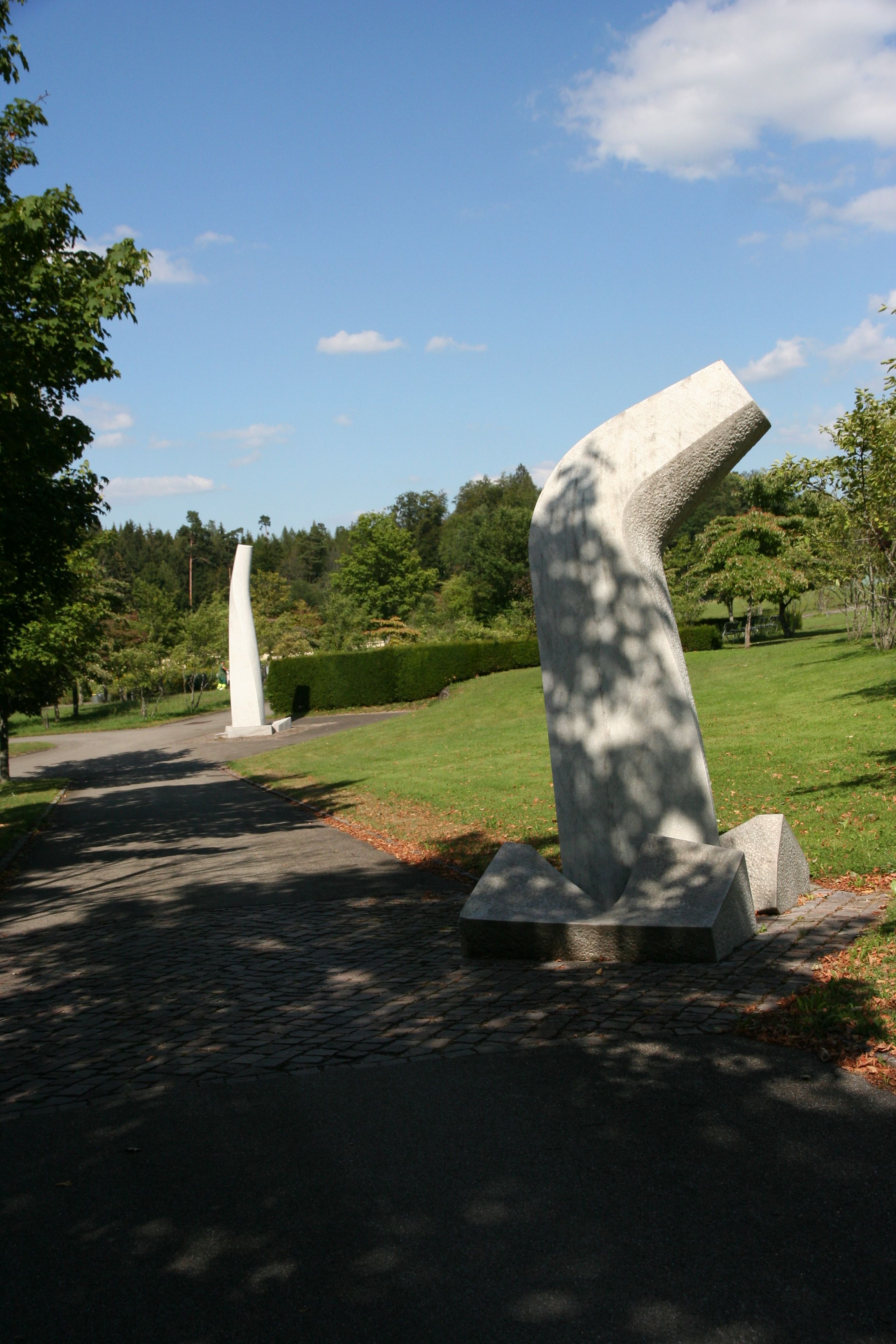
Friedhof Witikon mit Skulpturengruppe Stationenweg von Charlotte Germann-Jahn (Foto: 2015)

Der Friedhof Witikon ist ein Friedhof im Quartier Witikon im Osten von Zürich. Er liegt an der Witikonerstrasse an der Stadtgrenze in Richtung Pfaffhausen und Binz.

## Geschichte
Da der historische Kirchhof Witikon um die Alte Kirche schon im frühen 20. Jahrhundert zu klein für die Witiker Bevölkerung geworden war, fanden deren Bestattungen mehrheitlich auf den Friedhöfen Rehalp und Enzenbühl statt. Da auch diese zu Beginn des Baubooms nach dem Zweiten Weltkrieg an ihre Kapazitätsgrenzen stiessen, wurde im Gebiet von Witikon nach einer Möglichkeit für einen Quartierfriedhof gesucht. Aus topografischen und denkmalschützerischen Gründen rund um die alte Kirche und den historischen Kirchhof keine Friedhofserweiterung möglich war, fiel die Wahl auf einen ersten Standort an der Loorenstrasse. Diese Möglichkeit wurde jedoch 1951 vom Quartierverein abgelehnt. 1957 wurde dann an der Witikonerstrasse der Friedhof Witikon eröffnet, der nach Plänen des Architekten Philipp Bridel und Garteninspektor Pierre Zbinden erstellt worden war. In den Jahren 1978, 1985 und 1997 wurde der Friedhof Witikon in drei Etappen erweitert.

## Areal und Bauten

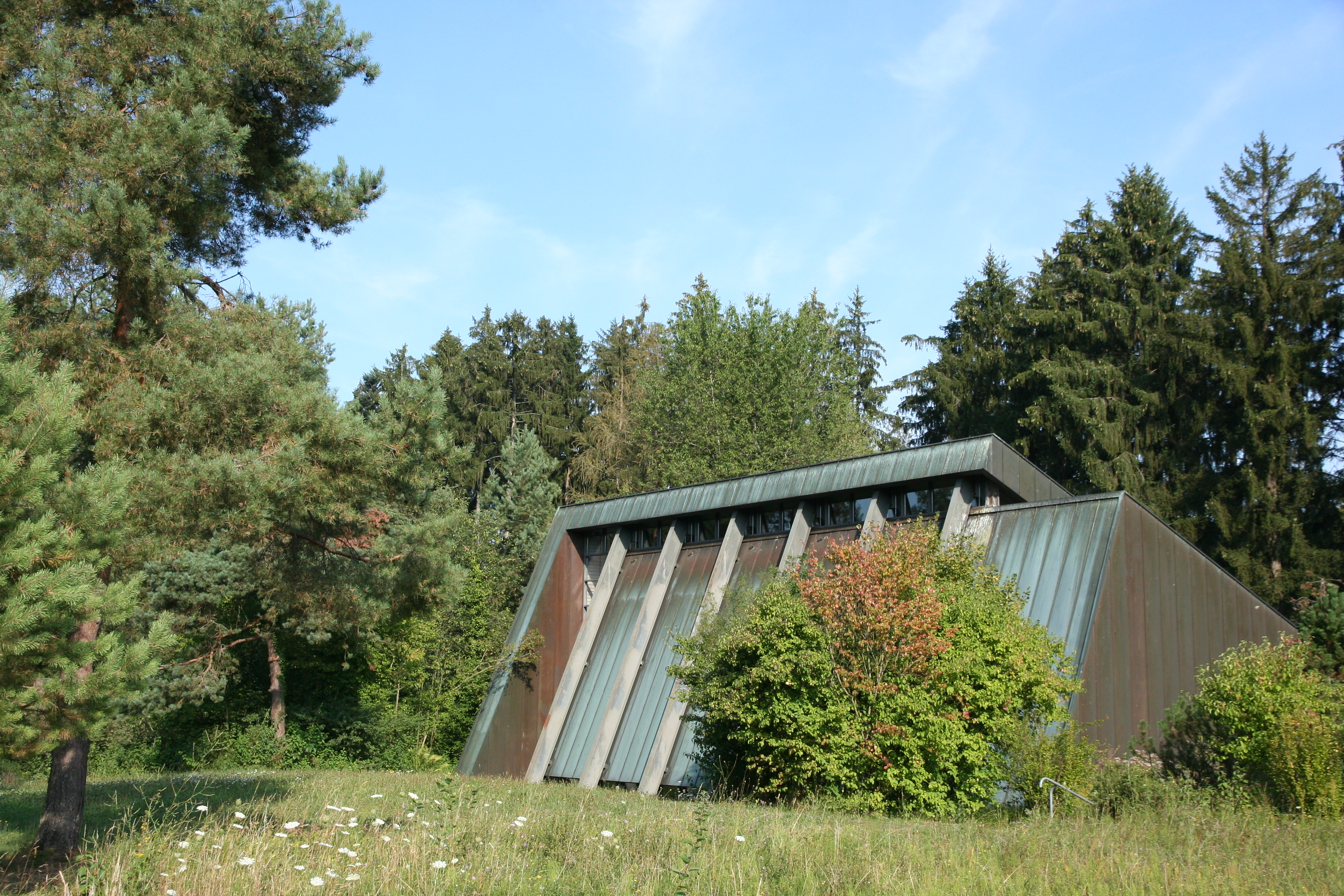
Friedhofskapelle (Foto: 2015)

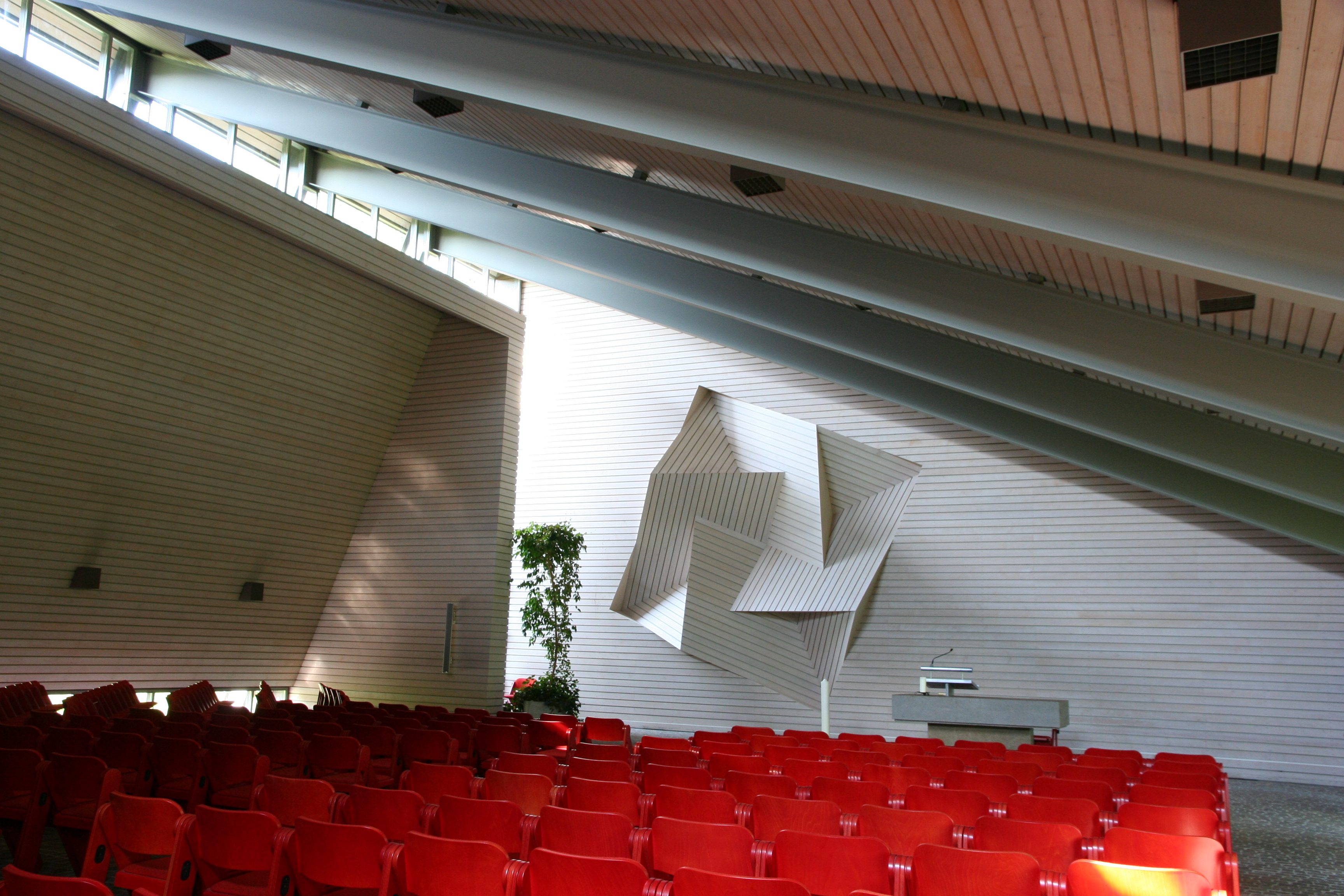
Kapelle, Innenansicht (Foto: 2015)

Der Friedhof Witikon befindet sich am Stadtrand von Zürich an der Witikonerstrasse in der Buchwiesen-Senke zwischen Adlisberg und Oetlisberg. Seine Lage zwischen Wohnbauten, Landwirtschaftszone und Waldrand ergibt unterschiedliche Ausblicke auf die Umgebung. Der älteste Teil des Friedhofs wird durch den Eingang an der Strasse Im Hau betreten. Charakteristisch für diesen Friedhofsteil sind die radial angeordneten Grabfelder. Entlang des geradlinig verlaufenden Hauptweges gelangt man zu den jüngeren Friedhofsteilen, deren Mitte die Hochbauten von Philipp Bridel darstellen. Um einen dreiseitig geschlossenen Innenhof gruppieren sich die Abdankungskapelle, das Verwaltungsgebäude und die Aufbahrungshalle, welche einen vorgelagerten Trostgarten besitzt. Die Kapelle zeigt als auffälligstes Merkmal Schrägen an Wand und Decke. Im Innern ist eine Holzskulptur von Carlo Vivarelli aus den Jahren 1975–1976 angebracht. Von diesen Hochbauten führt der Mittelweg weiter bis zum Bord der Witikonerstrasse, zu der eine zum Grundriss des Friedhofs diagonal angelegte Rampe emporführt. Entlang dieser Rampe hat Charlotte Germann-Jahn einen Stationenweg mit fünf Skulpturen aufgestellt, der zum Wahrzeichen des Friedhofs Witikon wurde. Besucher, die von der Witikonerstrasse her den Friedhof betreten, sehen noch ausserhalb des Friedhofs die erste Station in Form eines stilisierten Keimlings. Die Rampe in den Friedhof hinunterschreitend, nimmt der Besucher wahr, wie die Knospe ihre Basis durchbricht und als Keim in den Himmel emporwächst.

## Besonderheiten

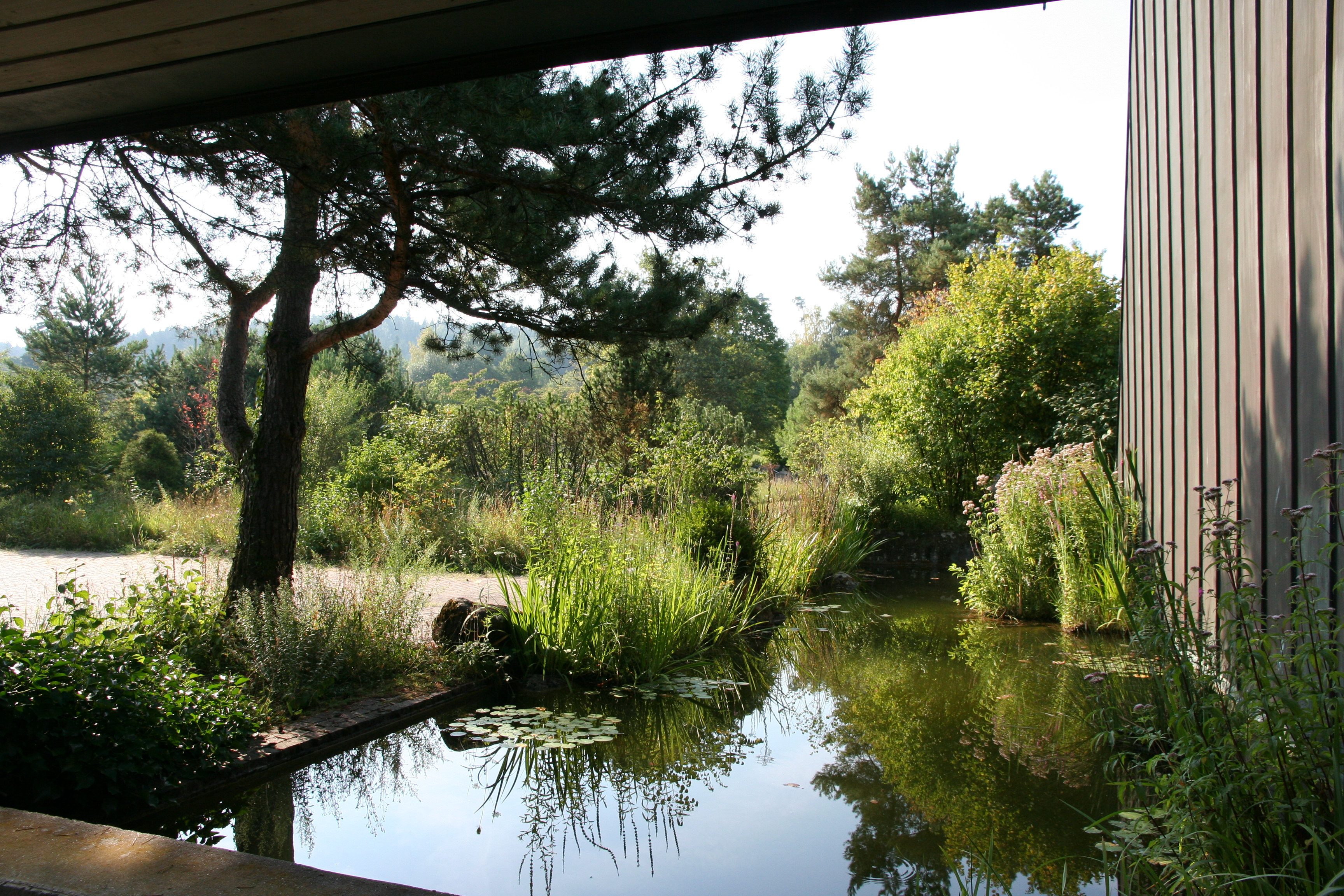
Biotop (Foto: 2015)

- Seit 1984 wird der Friedhof Witikon nach ökologischen Gesichtspunkten unterhalten. Biotop, Blumenwiesen und Wildstauden verhelfen dem Friedhof Witikon zu einem für Grabstätten atypischen Erscheinungsbild. Eine biologische Kläranlage von 1996 mit verschiedenen Pflanzenarten kennzeichnet den Übergang vom ältesten zu den jüngeren Friedhofsbereichen.
- 2004 wurde auf dem Friedhof Witikon das erste muslimische Gräberfeld der Stadt Zürich eröffnet. Auf Mekka ausgerichtete Grabfelder sowie ein Raum für rituelle Waschungen sollen den Bedürfnissen der wachsenden muslimischen Bevölkerung der Stadt entsprechen.[2]

## Glocke

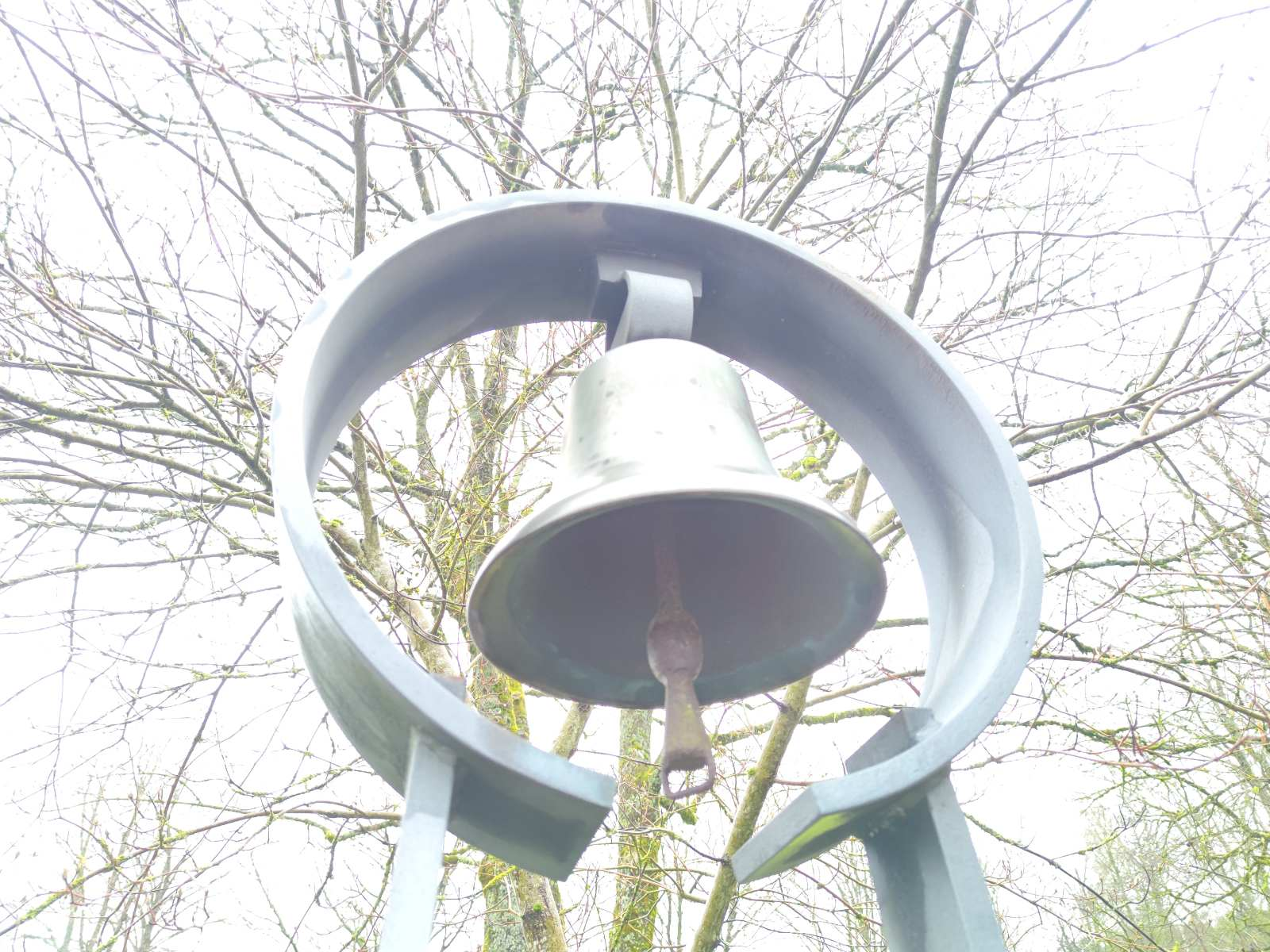
Glocke

Die Friedhofsglocke mit dem Ton d3 hängt in einem Ring, der von zwei Stützen getragen wird.

## Grabstätten bedeutender Persönlichkeiten
Der Friedhof Witikon ist die letzte Ruhestätte von:
- Eberhard Ackerknecht, 1883–1968, Veterinäranatom
- Ueli Beck, 1930–2010, Schauspieler und Radiomoderator
- Bernhard Berghaus, 1896–1966, Rüstungsunternehmer
- Mario Comensoli, 1922–1993, Kunstmaler
- Eugen Dieth, 1893–1956, Anglist, Dialektologe, «Dieth-Schrift»
- Stephanie Glaser, 1920–2011, Schauspielerin
- Marianne Hold, 1933–1994, Schauspielerin
- Paul Kamer, 1919–1999, katholischer Geistlicher, Lehrer und Bühnenautor
- Erwin Parker, 1903–1987, Schauspieler, Co Direktor des Schauspielhauses
- Armin Schibler, 1920–1986, Komponist
- Moik Schiele, 1938–1993, Textilkünstlerin und Illustratorin
- Karl Schweri, 1917–2001, Detailhandelsunternehmer
- Frederick Stafford, 1928–1979, Schauspieler
- Emil Staiger, 1908–1987, Germanist
- Flora Steiger-Crawford, 1899–1991, Architektin, Möbeldesignerin, Bildhauerin
- Rudolf Steiger, 1900–1982, Architekt
- Eduard Stiefel, 1909–1978, Mathematiker
- Fred Tanner 1920–1982 Schauspieler
- Anthony van Hoboken, 1887–1983, Musikwissenschaftler
- Eva van Hoboken, 1905–1987, Tänzerin, Schriftstellerin
- Wladimir Rudolfowitsch Vogel, 1896–1984, Komponist
- Selvarajan Yesudian, 1916–1998, Yogalehrer
- Ludwig Walser, 1936–2016, Innenarchitekt, Möbeldesigner, Industriedesigner und Lehrbeauftragter.
- Hans Witzig, 1889–1973, Kunsthistoriker, Plastiker, Illustrator, Grafiker und Autor.

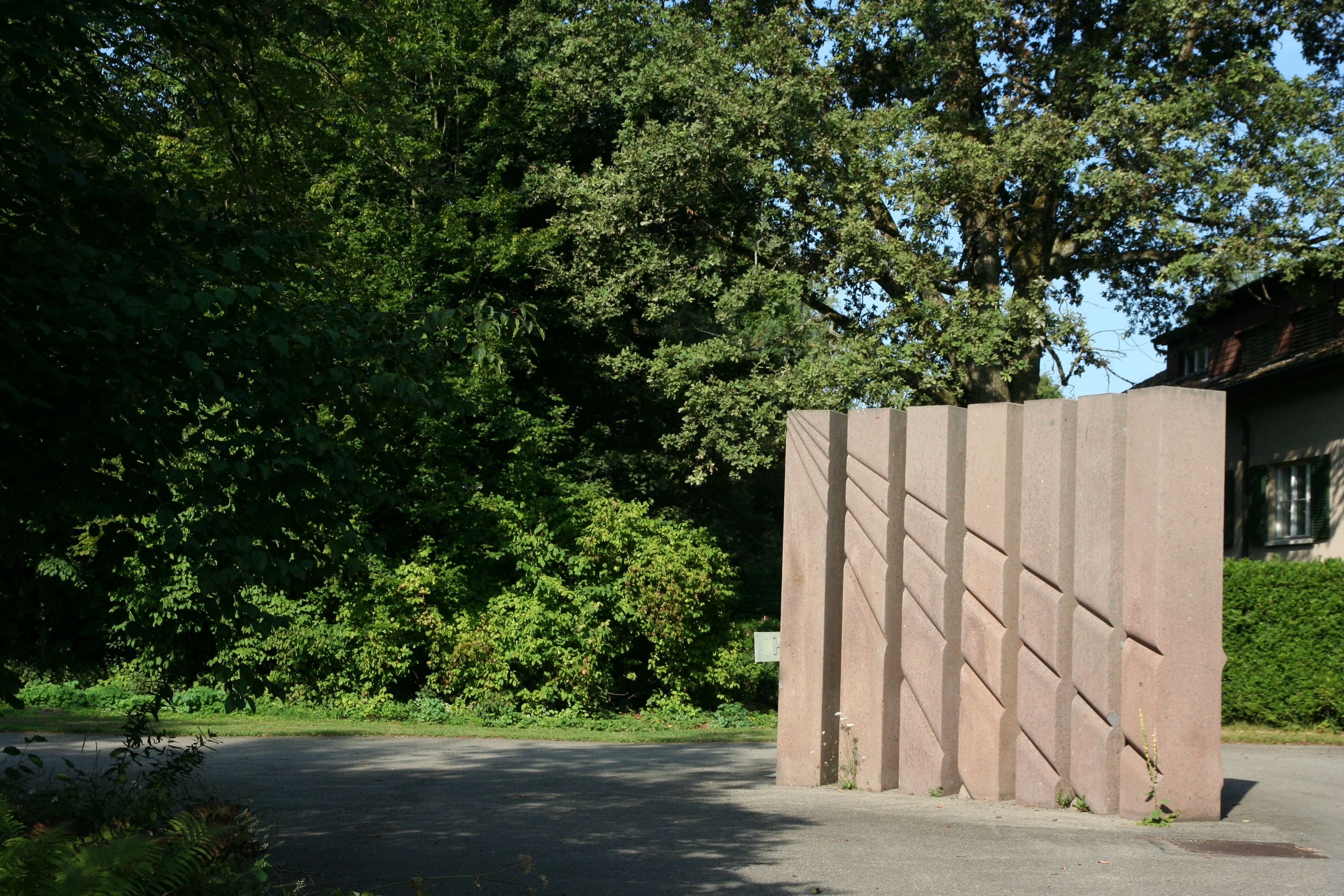
Skulptur Strahlen von Roland Hotz
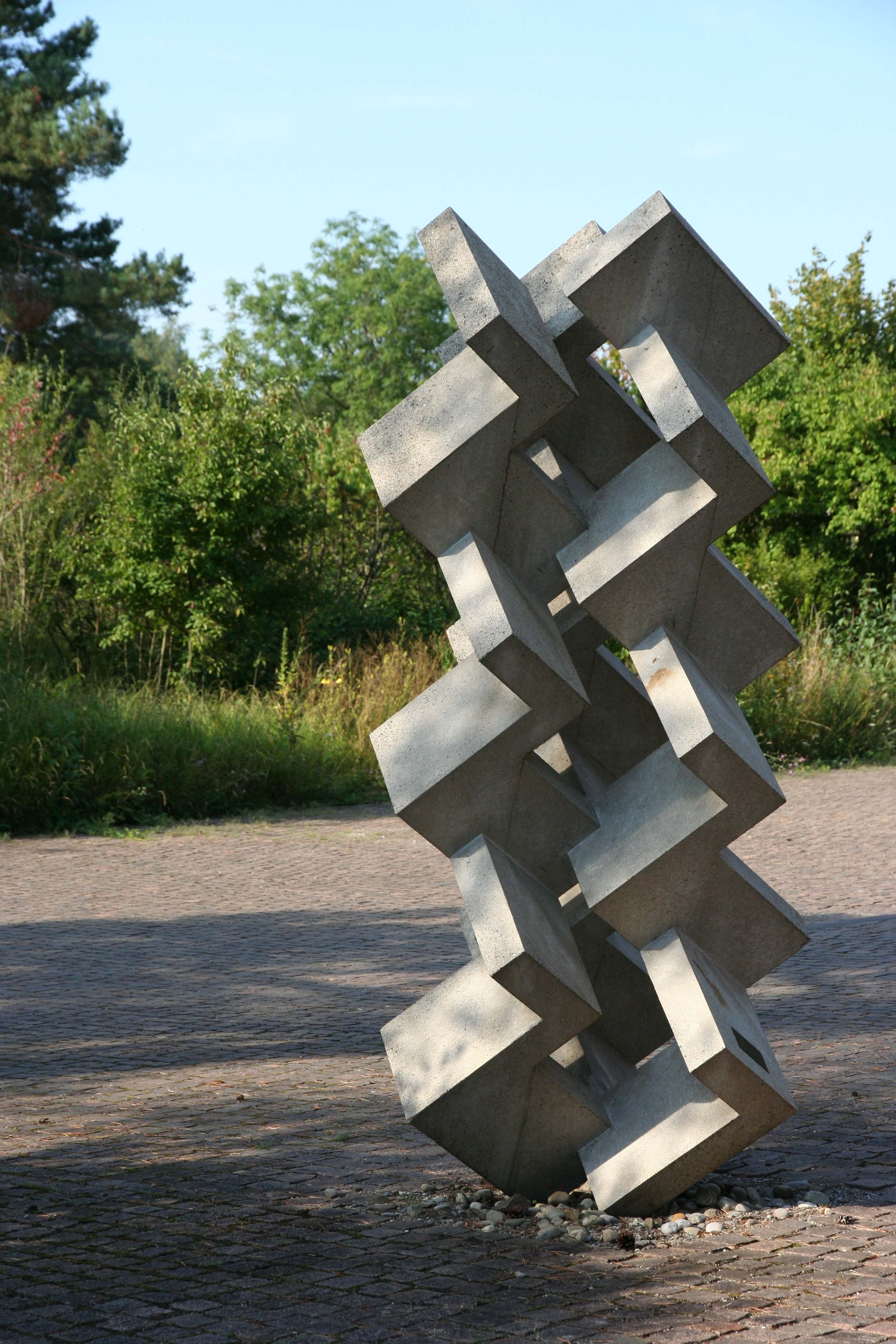
Skulptur 3 × 9 von Carlo Vivarelli
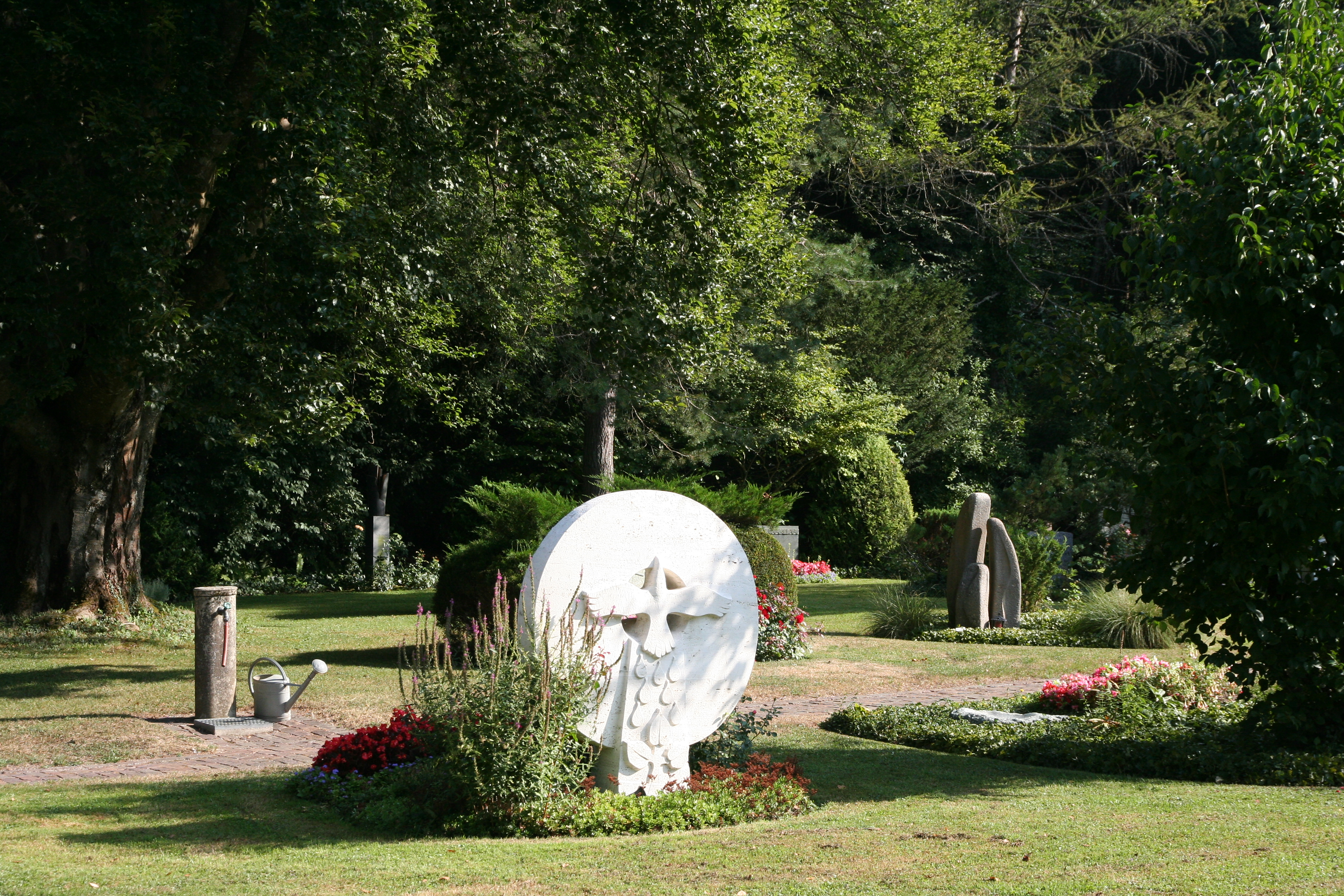
Familiengräber